# José Manuel Catalá
José Manuel Catalá Mazuecos (Villajoyosa, Alicante, Comunidad Valenciana, España, 1 de enero de 1985) es un futbolista español que jugaba como defensa central en el Club Deportivo Gerena (Sevilla) de la Tercera División de España. Actualmente juega como defensa central en el Dos Hermanas Club de Fútbol 1971 (Sevilla) de la categoría Segunda Andaluza Senior.

## Trayectoria
Catalá es un jugador vilero formado en el Villajoyosa CF. Tras dos temporadas cedido en el Villajoyosa, regresó al Mestalla. En la temporada 2007-08 firmó por el Alicante C. F., con el que consiguió el ascenso a Segunda División esa misma temporada. Después de dos años en el Alicante, el Villarreal se fijó en él, pasando del Villarreal "B" al primer equipo en un año. Consiguió marcar su primer gol en liga en la temporada 2010-11, en le decimoséptima jornada contra la Unión Deportiva Almería.

## Clubes
| Club                             | País   | Año           |
| -------------------------------- | ------ | ------------- |
| Villajoyosa C. F.                | España | 2004–2006     |
| Valencia Mestalla                | España | 2006-2007     |
| Alicante C. F.                   | España | 2007-2009     |
| Villarreal C. F. "B"             | España | 2009-2010     |
| Villarreal C. F.                 | España | 2010-2012     |
| Real Murcia C. F.                | España | 2012-2013     |
| Apollon Limassol                 | Chipre | 2013-2014     |
| PAE Veria                        | Grecia | 2014-2015     |
| Racing de Ferrol                 | España | 2015-2017     |
| F. C. Jumilla                    | España | 2017-2018     |
| S. D. Ejea                       | España | 2018-2019     |
| A.D. San Juan                    | España | 2019-2020     |
| C.D. Gerena                      | España | 2020-2022     |
| Dos Hermanas Club de Futbol 1971 | España | 2022-Presente |